# آنیماکورد استودیو
آنیماکورد استودیو (روسی: Анимационная студия «АНИМАККОРД») شرکت فیلم‌سازی روسیه است، که در سال ۲۰۰۰ تأسیس شد.